# R.E.D. (Sleiman)
R.E.D. è un singolo dei rapper danesi Sleiman e Gilli e del rapper statunitense 6ix9ine, pubblicato l'11 ottobre 2019.

## Tracce
1. R.E.D. – 2:25

### Versione contenuta in TattleTales (senza Gilli)
1. R.E.D. – 1:41